# كارين بولسين
كارين بولسين (بالدنماركية: Karen Poulsen)‏ هي ممثلة دانمركية، ولدت في 10 مايو 1881 بالدنمارك، وتوفيت في 15 فبراير 1953 بكوبنهاغن في الدنمارك.

## وصلات خارجية
- كارين بولسين على موقع IMDb (الإنجليزية)
- كارين بولسين على موقع ألو سيني (الفرنسية)
- كارين بولسين على موقع أول موفي (الإنجليزية)
- كارين بولسين على موقع قاعدة بيانات الأفلام السويدية (السويدية)
- كارين بولسين على موقع قاعدة بيانات الفيلم (الإنجليزية)
- كارين بولسين على موقع كينوبويسك (الروسية)